# David Womark
David Womark, de son vrai nom David L. Womark, est un producteur de cinéma et un assistant réalisateur américain.

## Filmographie

### Cinéma

#### comme producteur
- 1982 : The Last American Virgin (en) de Boaz Davidson
- 1983 : One More Chance (en) de Sam Firstenberg
- 1983 : Revenge of the Ninja de Sam Firstenberg
- 1984 : Ninja III de Sam Firstenberg
- 2000 : Le Grinch de Ron Howard
- 2001 : Jurassic Park III de Joe Johnston
- 2003 : Hulk de Ang Lee
- 2004 : Les Chroniques de Riddick de David Twohy
- 2016 : Deepwater (Deepwater Horizon) de Peter Berg

#### comme assistant réalisateur
- 1984 : Breakin' 2: Electric Boogaloo (en) de Sam Firstenberg
- 1984 : Over the Brooklyn Bridge de Menahem Golan
- 1985 : Thunder Alley de J.S. Cardone
- 1986 : L'invasion vient de Mars de Tobe Hooper
- 1988 : Critters 2 de Mick Garris
- 1990 : Bad Influence de Curtis Hanson
- 1991 : Convicts (en) de Peter Masterson
- 1993 : Une femme dangereuse de Stephen Gyllenhaal
- 1993 : Hear No Evil de Robert Greenwald
- 1993 : Alarme fatale de Gene Quintano
- 1995 : La Mutante de Roger Donaldson
- 1996 : Le Cobaye 2 de Farhad Mann
- 2003 : Hulk de Ang Lee

## Nominations
- Oscars 2013 : Nomination pour l'Oscar du meilleur film (L'Odyssée de Pi), conjointement avec Ang Lee et Gil Netter
- BAFTA 2013 : Nomination pour le BAFA du meilleur film (L'Odyssée de Pi), conjointement avec Ang Lee et Gil Netter